# Чизмаши
Чизмаши је српска телевизијска серија из 2015. године. Режирао је Дејан Зечевић, док је сценарио адаптирао Ђорђе Милосављевић по истоименом роману Драгослава Михаиловића за који је 1983. године добио Нинову награду, а 1984. године био најчитанија књига према традиционалној анкети Народне библиотеке Србије.

## Радња
Млади рудар, Живојин Станимировић, који још од детињства има надимак Жика Курјак, јер је свом другару Момчилу у тучи одгризао део увета, сазнаје преко огласа у Политици да се траже нови регрути за официрску школу. И поред очевог противљења, Жика одлази на регрутацију и бива примљен. Успешно завршивши пешадијску обуку, Жика са својим пуком одлази у Ћуприју, где добија чин поднаредника. Тамо упознаје свог новог командира, Чичу Миљковића, који му постаје узор.

## Улоге
Извор
| Глумац              | Улога                                       |
| ------------------- | ------------------------------------------- |
| Миодраг Драгичевић  | Наредник Живојин Станимировић - Жика Курјак |
| Александар Берчек   | Мајор/Пуковник Милорад Чича Миљковић        |
| Младен Совиљ        | Наредник Мирко Ћоровић Ћора                 |
| Миодраг Радоњић     | Наредник Стевица Тодоровић                  |
| Слобода Мићаловић   | Софија                                      |
| Милош Тимотијевић   | Поручник Здравко Зец                        |
| Александар Ђурица   | Поручник Љубомир Ненковић                   |
| Небојша Миловановић | Капетан/Мајор Перкић                        |
| Горан Шушљик        | Капетан Павловић                            |
| Драган Бјелогрлић   | Мајор Софтић                                |
| Љубомир Бандовић    | Поручник Милинчић (Управник)                |
| Богдан Диклић       | Бригадни генерал Никола Палигорић           |
| Радоје Чупић        | Миленко Станимировић                        |
| Дара Џокић          | Дафина                                      |
| Миодраг Крстовић    | Потпуковник Стошић                          |
| Милица Михајловић   | Драга Станимировић                          |
| Марко Николић       | Дивизијски генерал Пантић                   |
| Драган Петровић     | Потпуковник Тијанић(Јазавац)                |
| Христина Поповић    | Дара Прдара                                 |
| Даница Ристовски    | Милена Миљковић                             |
| Мики Манојловић     | Наратор (Стари Жика Курјак)                 |
| Радован Миљанић     | Тодор                                       |
| Верољуб Јефтић      | конобар у Окну                              |

Током серије чује се "глас" који нас води кроз причу. Чујемо глас Микија Манојловића, који није само нарација већ "прича поред приче".

## Епизоде
| Бр. у серији | Бр. у сезони | Назив          | Редитељ       | Сценариста         | Премијерно емитовање |
| --- | ------------ | -------------- | ------------- | ------------------ | -------------------- |
| 1 | 1            | "Епизода 1.1"  | Дејан Зечевић | Ђорђе Милосављевић | 17. октобар 2015.    |
| Млади рудар, Живојин Станимировић, који још од детињства има надимак Жика "Курјак", јер је свом другару Момчилу у тучи одгризао део увета, сазнаје преко огласа у "Политици" да се траже нови регрути за официрску школу. И поред очевог противљења, Жика одлази на регрутацију и бива примљен. Успешно завршивши пешадијску обуку, Жика са својим пуком одлази у Ћуприју где добија чин поднаредника. Тамо упознаје свог новог командира, Чичу Миљковића, који му постаје узор... |              |                |               |                    |                      |
| 2 | 2            | "Епизода 1.2"  | Дејан Зечевић | Ђорђе Милосављевић | 24. октобар 2015.    |
| Жика Курјак проводи лепе дане у Ћуприји. Његови другови Ћора, Стевица и поручник Здравко Зец зближавају се са мајором Чичом Миљковићем, командантом ћупријске касарне, који их подучава и преноси своја искуства са Солунског фронта. Војници се, да Чича не зна, забављају тако што по селу изигравају лажне сватове и госте се код домаћина који верују да ће удати кћерку за војника. Једна таква ситуација зближава поручника Зеца и сеоску учитељицу Мару. Чича из Марибора у касарну доводи остарелог ратног коња Гидрана. Жика случајно среће Софију, лепу и младу удовицу која у Ћуприји покушава да обнови трговинску радњу коју је наследила од мужа. За Жику је тај сусрет-судбински. |              |                |               |                    |                      |
| 3 | 3            | "Епизода 1.3"  | Дејан Зечевић | Ђорђе Милосављевић | 31. октобар 2015.    |
| Жикино дружење са Софијом нагло се прекида када она отпутује не оставивши ни адресу, нити било какву успомену. Док Жика тугује, Зец почиње везу са учитељицом Маром. Жика током посете мајци, среће Момчила Ћулума коме је у детињству одгризао уво. За то време у касарни у Ћуприји догодила се несрећа. Коњ Гридан је копитом убио младог војника из Жикине јединице. |              |                |               |                    |                      |
| 4 | 4            | "Епизода 1.4"  | Дејан Зечевић | Ђорђе Милосављевић | 7. новембар 2015.    |
| Чича одлучује да се пензионише али га у томе спречава пријатељ, начелник Генералштаба Пантић. Залагањем Пантића, Чича добија чин потпуковника, али његов пук добија прекоманду у Скопље. Жика сазнаје да Чича сумња да се војска вољом државног врха и новим послератним официрима свесно уништава. Учитељица Мара креће за војском у Скопље. У Македонији војску добро дочекују. У једној јавној кући Жика упознаје Дару Прдару, остарелу проститутку и почиње стално да посећује њену штићеницу Росу. |              |                |               |                    |                      |
| 5 | 5            | "Епизода 1.5"  | Дејан Зечевић | Ђорђе Милосављевић | 14. новембар 2015.   |
| Чича се враћа са маневара на Калинику унапређен чин пуковника. У касарну долази потпуковник Тијанић, звани Јазавац, који треба да замени Чичу када он оде у пензију. Војници верују да је Јазавац ту само привремено. Жика се свађа са Јазавцем, не обазирући се на упозорење мајора Пековића, блиског Чичиног сарадника. |              |                |               |                    |                      |
| 6 | 6            | "Епизода 1.6"  | Дејан Зечевић | Ђорђе Милосављевић | 21. новембар 2015.   |
| Чича одлази у превремену пензију. На испраћају пола војске је обучено свечано а пола радно. Унутар касарне умало да дође до сукоба који Чича смирује. Жика Курјак успева да убеди Софију у своје добре намере. |              |                |               |                    |                      |
| 7 | 7            | "Епизода 1.7"  | Дејан Зечевић | Ђорђе Милосављевић | 28. новембар 2015.   |
| Након неуспеха са Софијом, Жика у куплерају тражи утеху. Дара прдара му даје бочицу са специјалним леком за мушке проблеме. Жика са пријатељима испраћа Чичу, а са Софијом прави планове за будући живот. |              |                |               |                    |                      |
| 8 | 8            | "Епизода 1.8"  | Дејан Зечевић | Ђорђе Милосављевић | 5. децембар 2015.    |
| Жика у пијаном стању изазива инцидент у хотелу „Македонија". Сукобио се са официрима због чега је ухапшен. У затвору га посећује генерал Палигорић који га у бесу удара и оштећује му бубну опну. |              |                |               |                    |                      |
| 9 | 9            | "Епизода 1.9"  | Дејан Зечевић | Ђорђе Милосављевић | 12. децембар 2015.   |
| Жика Курјак схвата да инцидент са генералом Палигорићем може да искористи. Управник војног затвора Милинчић му је савезник, а у посету му долазе пријатељи и Софија. |              |                |               |                    |                      |
| 10 | 10           | "Епизода 1.10" | Дејан Зечевић | Ђорђе Милосављевић | 19. децембар 2015.   |
| Жика Курјак, упркос лошем адвокату који га заступа, обавештава своје прогонитеље да је спреман да са доказима које је сачувао, обавести суд о повреди коју му је нанео генерал Палигорић. Капетан Павловић, генералов заступник, преговара са Жиком Курјаком, али он не прихвата никакву нагодбу, већ само повратак у службу. |              |                |               |                    |                      |
| 11 | 11           | "Епизода 1.11" | Дејан Зечевић | Ђорђе Милосављевић | 26. децембар 2015.   |
| Суђење Жики Курјаку претворило се у сукоб две фракције које постоје унутар војске, једну коју представљају пензионисани пуковник Чича Миљаковић и његове присталице, и другу коју предводе генерал Палигорић и капетан Павловић. Цео процес добија преокрет када се у њега лично укључи Чича Миљковић, који долази у Скопље и сведочи у корист Жике Курјака. |              |                |               |                    |                      |
| 12 | 12           | "Епизода 1.12" | Дејан Зечевић | Ђорђе Милосављевић | 2. јануар 2016.      |
| Судски процес против Жике Курјака, захваљујући доказу о повреди коју је он нанео генералу Палигорићу, разрешава се компромисом. Жика Курјак се поздравља са Софијом и одлази у Ћуприју на одсуство и тамо среће Момчила Ћулума. По повратку са одсуства, генерал Палигорић и Јазавац не враћају Жику Курјака у службу што доводи до новог инцидента и поновног одласка у затвор, овог пута без шансе за спас. |              |                |               |                    |                      |

## Продукција
Серију је снимала продуцентска кућа Еyе tо Еye у сарадњи са Радио телевизијом Србије по сценарију који је написао Ђорђе Милосављевић по истоименом роману Драгослава Михаиловића. Музику за серију Чизмаши је компоновала Ирена Дечермић.

## Локација
Министарсво одбране и Војска Србије омогућили су снимање у војним касарнама Топчидер и Дедиње, и на полигону Пасуљанске ливаде код Ћуприје, а међу статистима су учествовали и војници који су за потребе снимања обукли униформе са почетка прошлог века.
Кадрови игране серије снимани су на више локација у граду Зрењанину, у амбијенту Зимске баште која је смештана у Градској башти.

## Историјска нетачност
- У сцени када у соби Жика Курјак разговара са оцем види се да изнад њих виси сијалица, тада у том месту још није било електричне енергије, док се у следећој сцени види да његова сестра пали лампу на гас.
- Ниједан од 504 генерала у војсци Краљевине Југославије није носио презиме Палигорић и није јасно који од стварних ликова послужио сценаристи за фиктивни лик у серији.
- На железничкој станици у Скопљу виде се натписи на македонском језику.
- Штаб 18. артиљеријског пука у Војсци Краљевине Југославије се налазио у Белој Цркви док се у серији налази у Ћуприји.

## Награде
На 6. Фестивалу домаћих играних серија ФЕДИС 2016. године додељена је награда Златна антена у 10 категорија, међу којима је награда за најбољу серију освојила серија Чизмаши емитована ТВ сезоне 2015/16 године у Србији.